# گزانتینوری
گزانتینوری (به انگلیسی: Xanthinuria) که نقص گزانتین اکسیداز(به انگلیسی: xanthine oxidase deficiency) نیز خوانده می‌شود، نوعی بیماری ژنتیکی نادر است که باعث تجمع گزانتین در بدن می‌شود.

## علائم بالینی
- زمان تولد، دوران نوزادی و شیرخوارگی: طبیعی.
- دوره کودکی: معمولاً علائم آن از اوایل کودکی شروع می‌شود و شامل بروز خون در ادرار، سنگ کلیه (از نوع گزانتین که رادیولوسنت است)، نارسایی کلیوی، آسیب عضلانی و مفصلی، یافته‌های تغییر شکل ظاهری و کاهش یا افزایش تونوس عضلانی می‌باشد. بیماری در بیش از نیمی از هموزیگوتها بدون علامت است.

## نقص آنزیم
نقص در آنزیم گزانتین اکسیداز یا دهیدروژناز. نقص سولفات اکسیداز و
کمبود کوفاکنور مولیبدنیوم از سایرعلل این بیماری هستند.

## توارث ژنتیکی
اتوزوم مغلوب.

## میزان بروز
نادر.

## روش تشخیص
- پلاسما: کاهش اسید اوریک، افزایش شدید گزانتین و افزایش هیپوگزانتین.
- ادرار: کاهش اسید اوریک، گزانتین و هیپوگزانتین خیلی بالا.
- سابقه فامیلی مثبت.

## درمان
شامل رژیم غذایی با محدودیت مصرف پورین و مصرف فراوان مایعات است.
در صورتی که مقداری از فعالیت آنزیم باقی مانده باشد، تجویز آلوپورینول مفید است.

## آزمون تشخیص قبل از تولد
ندارد.